# قوه قضاییه فنلاند
دستگاه قضائی فنلاند، مستقل از قوای دیگر می‌باشد و این قوه از نهادهای وزارت دادگستری، دیوان‌عالی و دیوان عدالت اداری برخوردار است. سیستم دادگستری فنلاند شامل دادگاه‌های عمومی جهت دادرسی شکایات و جرائم و نیز دیوان‌عالی به عنوان عالیترین مرجع قضائی نظارت بر پایبندی قضات بر قانون، رفتار مجرمان قضایی و مقامات انتظامی می‌باشد.
دیوان‌عالی فنلاند مرکب از رئیس و تعدادی دادستان می‌باشد. آن دسته از موضوعات اداره قضائی که برطبق مواد خاص باید باز سوی دیوان‌عالی عمل گردد از قبل توسط وزارت دادگستری تهیه شده و جهت اجراء به دیوان‌عالی تسلیم می‌گردد.
دیوان عدالت اداری فنلاند شامل رئیس و تعدادی دادستان ذی‌ربط می‌باشد. در صورت نیاز به تغییر قوانین قضائی یا نیاز به اصلاح و متمّم قوانین، دیوان‌عالی و دیوان عدالت اداری مشترکاً پیشنهادهای مربوطه را تسلیم رئیس‌جمهور نموده تا مقدمات قانون‌گذاری آن فراهم گردد.